# Schopfheim
Schopfheim é uma cidade da Alemanha, no distrito de Lörrach, na região administrativa de Freiburg, estado de Baden-Württemberg.
Situa-se nas margens do rio Wiese.